# Renașterea Națională Cehă

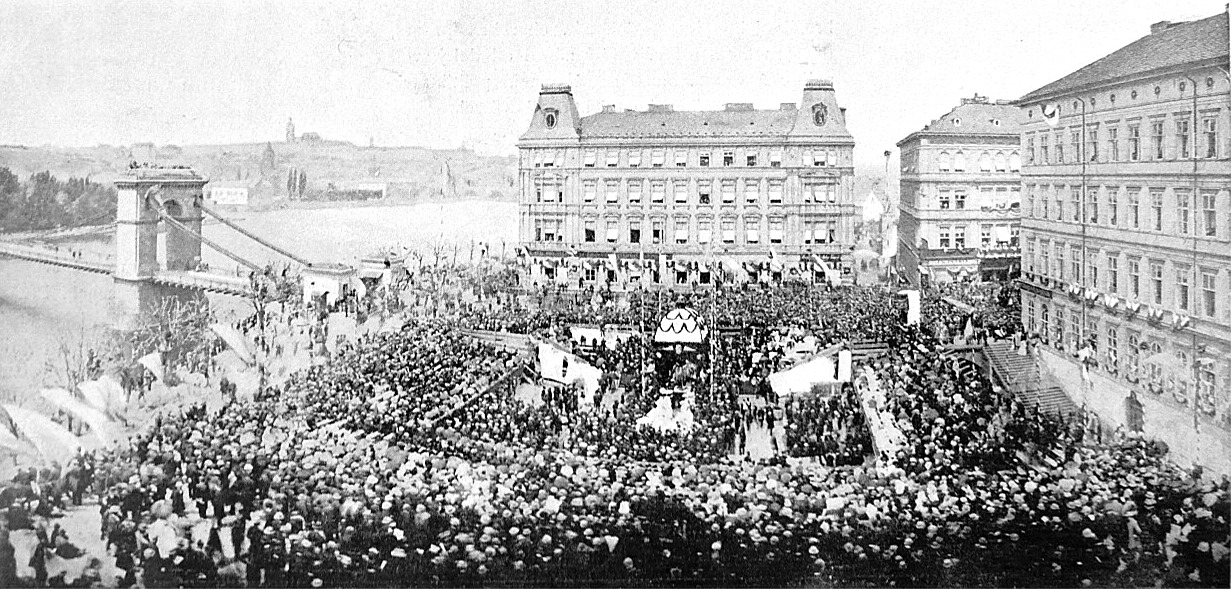
Ceremonia de punere a pietrei de temelie a Teatrului Național din Praga, 1868

Renașterea Națională Cehă a fost o mișcare culturală, care a avut loc în Ținuturile Cehe în secolele al XVIII-lea și al XIX-lea. Scopul acestei mișcări a fost revigorarea limbii, culturii și identității naționale cehe. Cele mai proeminente figuri ale Renașterii Naționale Cehe au fost Josef Dobrovský și Josef Jungmann.

## Context
După Bătălia de la Muntele Alb din 1620, Ținuturile Cehe au suferit de pe urma politicii de germanizare realizate de împărații Habsburgi.
Opresiunea imperială a avut, de asemenea, legătură și cu religia – până la 95% din locuitorii Boemiei erau protestanți (husiți) atunci când Habsburgii au preluat puterea. Deși Habsburgii promiseseră anterior cehilor respectarea libertății religioase, ei au inițiat o politică agresivă anti-Reformă, realizând eforturi de recatolicizare care au făcut ca o mare parte a elitelor cehe să fugă din țară. Această recatolicizare violentă este, de asemenea, unul dintre motivele care stau la baza ateismului ceh din perioada actuală.
În cursul următoarelor două secole limba cehă a fost mai mult sau mai puțin înlăturată din administrația de stat, din literatură, din școli, din Universitatea Carolină și din vorbirea curentă a membrilor claselor sociale dominante. Un număr mare de cărți scrise în limba cehă au fost arse din motive religioase – de exemplu, iezuitului Antonín Koniáš i se atribuie arderea a aproximativ 30.000 de cărți în limba cehă. Treptat, limba cehă a fost redusă la statutul de mijloc de comunicare între țărani, care erau de multe ori analfabeți. Prin urmare, Renașterea Națională Cehă și-a căutat inspirația în rândul cetățenilor cehi obișnuiți din mediul rural.

## Repere

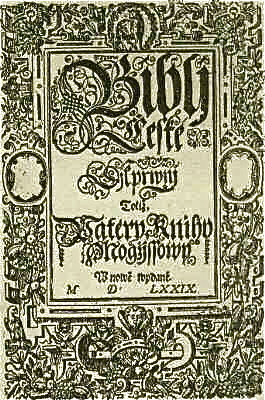
Biblia de la Kralice, apărută datorită lui Jan Blahoslav

Josef Dobrovský a publicat o carte de gramatică cehă în 1809. În anul 1817 Václav Hanka a susținut că a descoperit Manuscrisele medievale de la Dvůr Králové și Zelená Hora, care au fost dovedite zeci de ani mai târziu ca falsuri realizate de Hanka.
Josef Jungmann a publicat un dicționar ceh-german în cinci volume în perioada 1834-1839. Acesta a fost o operă lexicografică majoră, care a avut o influență formativă dominantă asupra limbii cehe. Jungmann a utilizat vocabularul din perioada Bibliei de la Kralice (1579-1613) și limba folosită de contemporanii ei. El a împrumutat cuvinte care nu se aflau în limba cehă din alte limbi slave sau a creat neologisme. Jungmann a inspirat, de asemenea, dezvoltarea terminologiei științifice cehe, făcând astfel posibilă folosirea ei în cercetările realizate de savanții cehi.

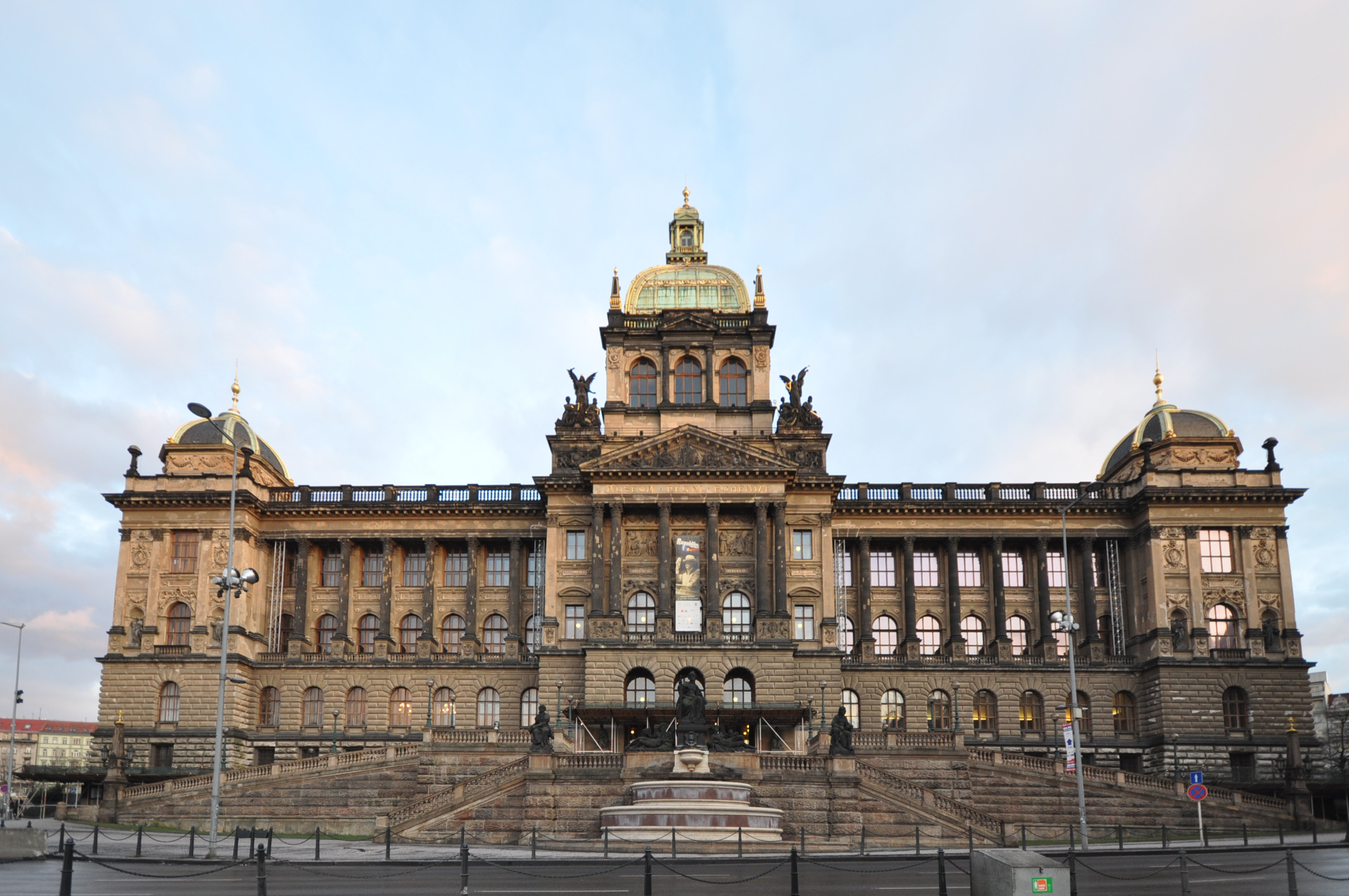
Muzeul Național din Praga, o instituție importantă a Renașterii

Această lucrare a fost publicată de către Matice česká, o instituție creată de František Palacký în 1831 ca ramură a Muzeului Național. Matice a devenit o instituție importantă la acea vreme deoarece a fost una din puținele căi prin care puteau fi publicate lucrările științifice și literare în limba cehă. În 1832 ea a preluat publicarea Revistei Muzeului Boemiei. Această revistă a avut un rol important în cultura cehă, deoarece a reprezentat un mediu în care intelectualii cehi puteau să-și publice ideile în propria lor limbă, spre deosebire de revista Academiei Regale Boeme de Științe, care era publicată în limba germană.
Odată cu renașterea limbii, cultura cehă a înflorit. Au fost înființate instituții cehe care să promoveze cultura și istoria cehă. Muzeul Național a fost deschis în 1818 și Teatrul Național a fost inaugurat în 1883.

## Literatura Renașterii
La începutul Renașterii, lucrările publicate s-au concentrat mai mult pe dezvoltarea limbii și culturii. Operele literare și artistice au devenit mult mai frecvente în faza târzie a Renașterii, iar în această perioadă au apărut unele din operele majore ale literaturii cehe.
Posibil ca o consecință a dominării societății urbane la începutul secolului al XIX-lea de către populația vorbitoare de limbă germană, scriitorii cehi din acea perioadă au căutat inspirația în mediul rural. Într-un mod similar cu cel în care Frații Grimm au cules povești din folclorul german, Karel Jaromír Erben a elaborat culegerea Prostonárodní české písně o říkadla (Cântece și rime populare cehe), în care a adunat diverse basme populare. Mediul rural a fost privit ca adevărata Boemie, în care folclorul și tradițiile cehe au supraviețuit departe de influențele străine de la oraș. Acest aspect poate fi observat în scrierile Boženei Němcová, mai ales în romanul Bunica care prezintă viața dintr-un sat aflat în estul Boemiei.

## Rezultate
Ca urmare, limba cehă a fost restaurată ca limbă oficială în Ținuturile Cehe, iar acum este folosită de marea majoritate a cehilor și îndeplinește rolul de limbă oficială în Republica Cehă. Cu toate acestea, datorită respectului profund al activiștilor Renașterii Naționale Cehe pentru limba arhaică a Bibliei de la Kralice, pe care au folosit-o ca model lingvistic în gramaticile și dicționarele elaborate de ei, a apărut un decalaj între limbajul colocvial, de zi cu zi, și limba literară.